# Contea di Blair
La contea di Blair (in inglese Blair County) è una contea dello Stato della Pennsylvania, negli Stati Uniti. La popolazione al censimento del 2000 era di 129 144 abitanti. Il capoluogo di contea è Hollidaysburg.

## Geografia
La contea si trova nella zona centro-meridionale dello Stato. I monti Allegheny si trovano nella parte occidentale. La contea è drenata dal Clover Creek e dai fiumi Little Juniata e Frankstown Branch Juniata.

### Contee confinanti
- Contea di Centre - nord
- Contea di Huntingdon - est
- Contea di Bedford - sud
- Contea di Cambria - ovest
- Contea di Clearfield - nord-ovest

## Storia
I Delaware, Shawnee e Tuscarora occuparono l’area prima dell’arrivo dei coloni europei negli anni 1760. Il Forte Roberdau (1778) fu costruito per proteggere i minatori di piombo durante la Guerra d’indipendenza americana. La contea di Blair fu creata nel 1846 da parte delle contee di Huntingdon e Bedford e prese il nome da John Blair, un colono locale.

## Comuni[4]
| - Allegheny - township - Altoona - city - Antis - township - Bellwood - borough - Blair - township - Catharine - township - Claysburg - cdp - Duncansville - borough - Frankstown - township - Freedom - township - Greenfield - township - Hollidaysburg borough - Huston - township | - Juniata - township - Logan - township - Martinsburg - borough - Newry - borough - North Woodbury - township - Roaring Spring - borough - Snyder - township - Taylor - township - Tipton - cdp - Tyrone - township - Tunnelhill - borough - Tyrone - borough - Williamsburg - borough - Woodbury - township |